# Saint-Pierre-du-Lorouër
Saint-Pierre-du-Lorouër là một xã trong tỉnh Sarthe ở tây bắc nước Pháp. Xã này nằm ở khu vực có độ cao từ 58-147 mét trên mực nước biển.